# Hippocephala lineaticollis
Hippocephala lineaticollis là một loài bọ cánh cứng trong họ Cerambycidae.